# Unverre
Unverre est une commune française située dans le département d'Eure-et-Loir en région Centre-Val de Loire.

## Géographie

### Situation
La commune est très étendue (seconde du département, en superficie, après Arrou), avec une vaste surface agricole, et compte près de 176 fermes et hameaux.
Le bourg est partagé en deux parties par la Sainte-Suzanne : Unverre, au nord, et les Moulins d'Unverre, au sud.

Situation géographique
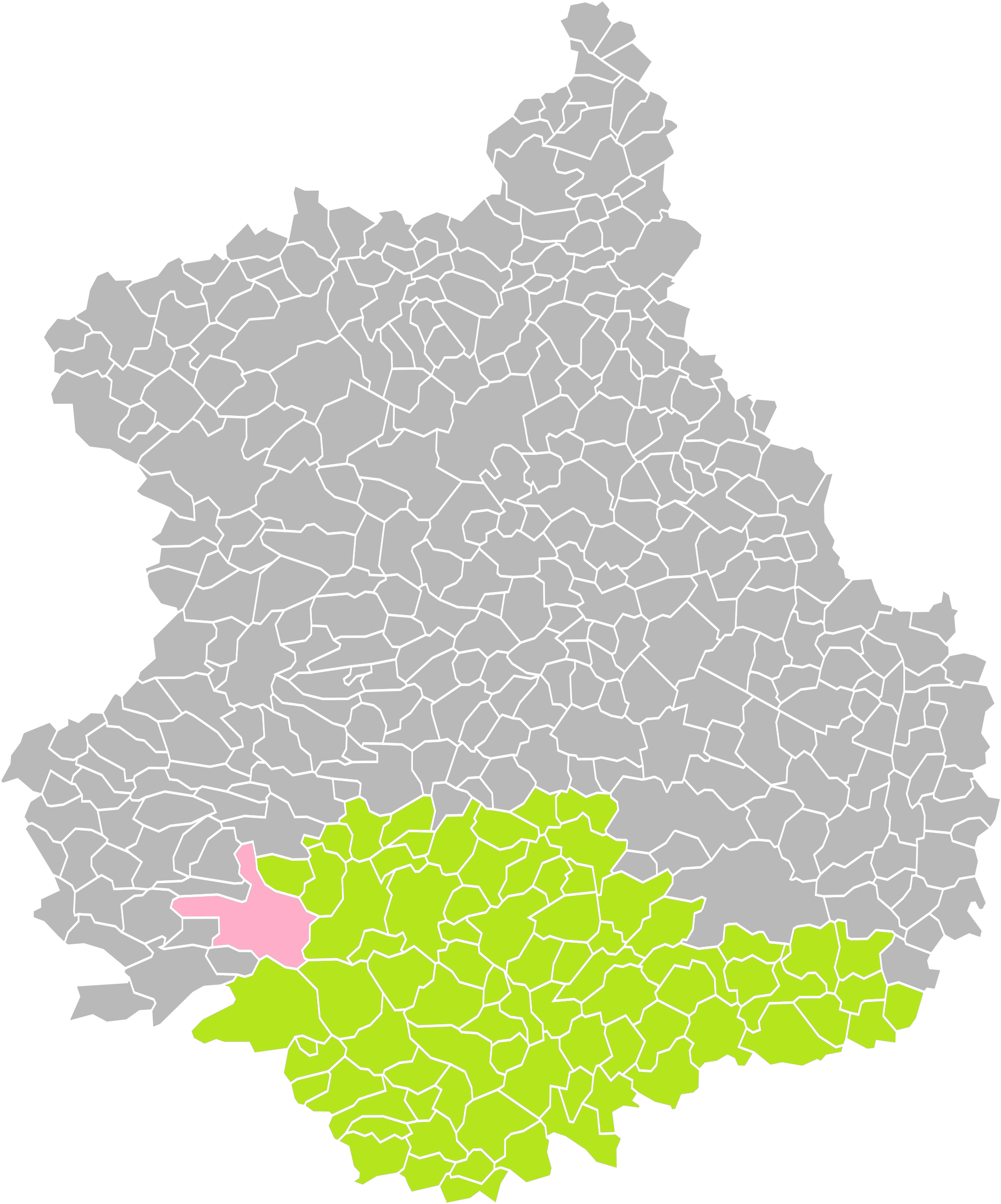
Unverre dans son arrondissement.
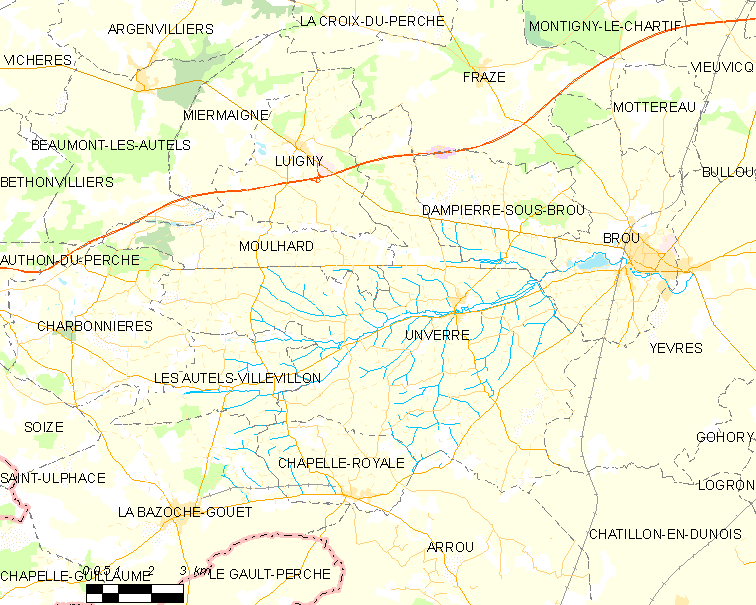
Carte de la commune d'Unverre.

### Communes limitrophes
| Moulhard                             | Luigny, Frazé, Dampierre-sous-Brou | Brou                |
| Charbonnières Les Autels-Villevillon | Unverre                            | Yèvres              |
| Chapelle-Royale                      | Arrou                              | Châtillon-en-Dunois |

### Hydrographie
Unverre est arrosée par trois rivières : la Sainte-Suzanne, et son affluent en rive droite la Sonnette, et, plus au nord, la Mozanne. La Sainte-Suzanne et la Mozanne se rejoignent en aval d'Unverre pour former l'Ozanne.

### Climat
Pour des articles plus généraux, voir Climat du Centre-Val de Loire et Climat d'Eure-et-Loir.
En 2010, le climat de la commune est de type climat océanique dégradé des plaines du Centre et du Nord, selon une étude du CNRS s'appuyant sur une série de données couvrant la période 1971-2000. En 2020, Météo-France publie une typologie des climats de la France métropolitaine dans laquelle la commune est exposée à un climat océanique altéré et est dans la région climatique  Moyenne vallée de la Loire, caractérisée par une bonne insolation (1 850 h/an) et un été peu pluvieux. 
Pour la période 1971-2000, la température annuelle moyenne est de 10,7 °C, avec une amplitude thermique annuelle de 15 °C. Le cumul annuel moyen de précipitations est de 695 mm, avec 11,5 jours de précipitations en janvier et 7,5 jours en juillet. Pour la période 1991-2020, la température moyenne annuelle observée sur la station météorologique de Météo-France la plus proche, sur la commune de Miermaigne à 9 km à vol d'oiseau, est de 11,1 °C et le cumul annuel moyen de précipitations est de 755,3 mm,. Pour l'avenir, les paramètres climatiques de la commune estimés pour 2050 selon différents scénarios d'émission de gaz à effet de serre sont consultables sur un site dédié publié par Météo-France en novembre 2022.

## Urbanisme

### Typologie
Au 1er janvier 2024, Unverre est catégorisée commune rurale à habitat très dispersé, selon la nouvelle grille communale de densité à 7 niveaux définie par l'Insee en 2022.
Elle est située hors unité urbaine. Par ailleurs la commune fait partie de l'aire d'attraction de Brou, dont elle est une commune de la couronne,. Cette aire, qui regroupe 7 communes, est catégorisée dans les aires de moins de 50 000 habitants,.

### Occupation des sols
L'occupation des sols de la commune, telle qu'elle ressort de la base de données européenne d’occupation biophysique des sols Corine Land Cover (CLC), est marquée par l'importance des territoires agricoles (98,6 % en 2018), une proportion sensiblement équivalente à celle de 1990 (98,7 %). La répartition détaillée en 2018 est la suivante : 
terres arables (90,2 %), prairies (6,2 %), zones agricoles hétérogènes (2,1 %), forêts (0,8 %), zones urbanisées (0,6 %). L'évolution de l’occupation des sols de la commune et de ses infrastructures peut être observée sur les différentes représentations cartographiques du territoire : la carte de Cassini (XVIIIe siècle), la carte d'état-major (1820-1866) et les cartes ou photos aériennes de l'IGN pour la période actuelle (1950 à aujourd'hui).

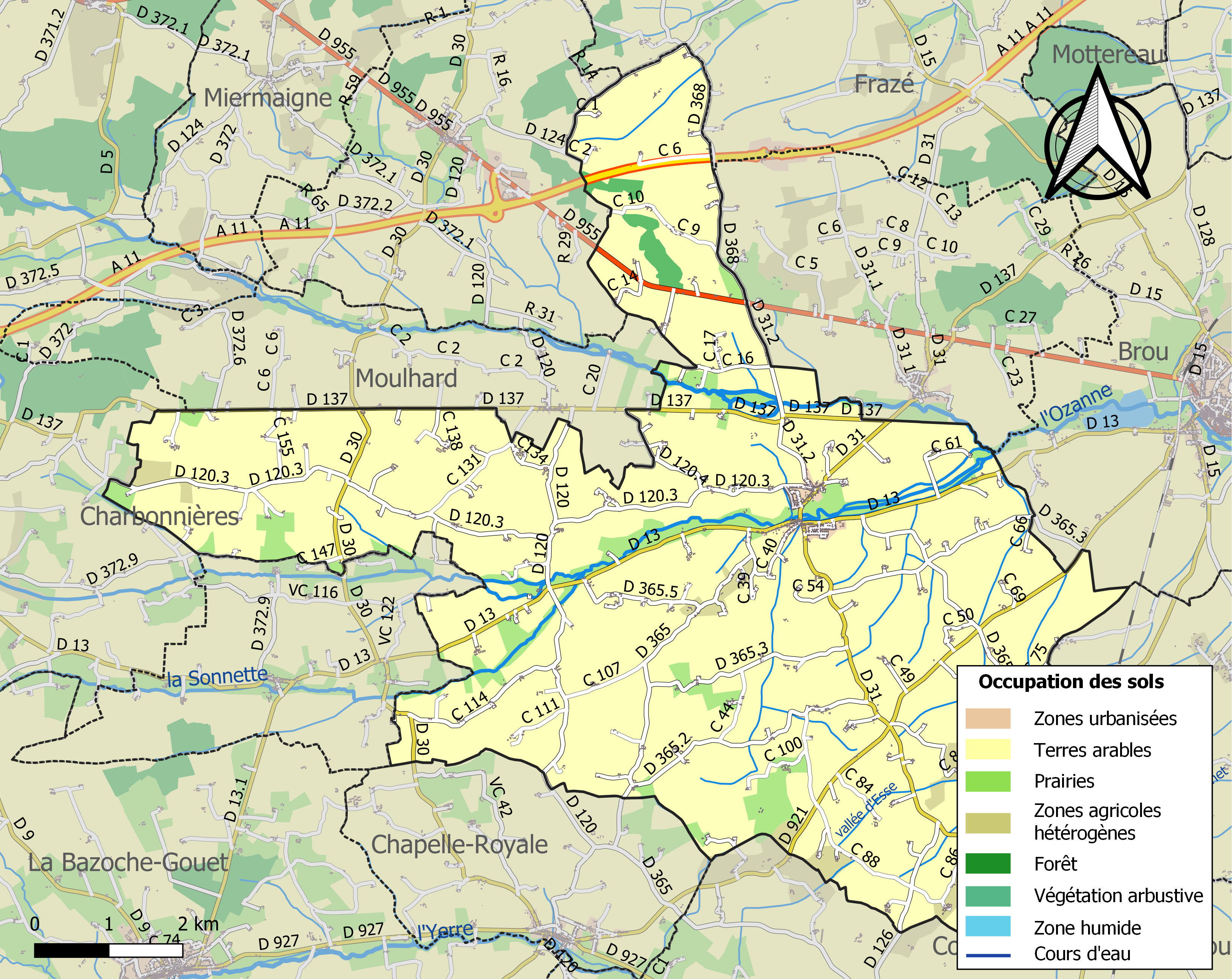
Carte des infrastructures et de l'occupation des sols de la commune en 2018 (CLC).

### Risques majeurs
Le territoire de la commune d'Unverre est vulnérable à différents aléas naturels : météorologiques (tempête, orage, neige, grand froid, canicule ou sécheresse), inondations, mouvements de terrains et séisme (sismicité très faible). Il est également exposé à un risque technologique, le transport de matières dangereuses. Un site publié par le BRGM permet d'évaluer simplement et rapidement les risques d'un bien localisé soit par son adresse soit par le numéro de sa parcelle.

#### Risques naturels
Certaines parties du territoire communal sont susceptibles d’être affectées par le risque d’inondation par débordement de cours d'eau, notamment le Sainte-Suzanne, l'Ozanne et la Sonnette. La commune a été reconnue en état de catastrophe naturelle au titre des dommages causés par les inondations et coulées de boue survenues en 1995 et 1999,.

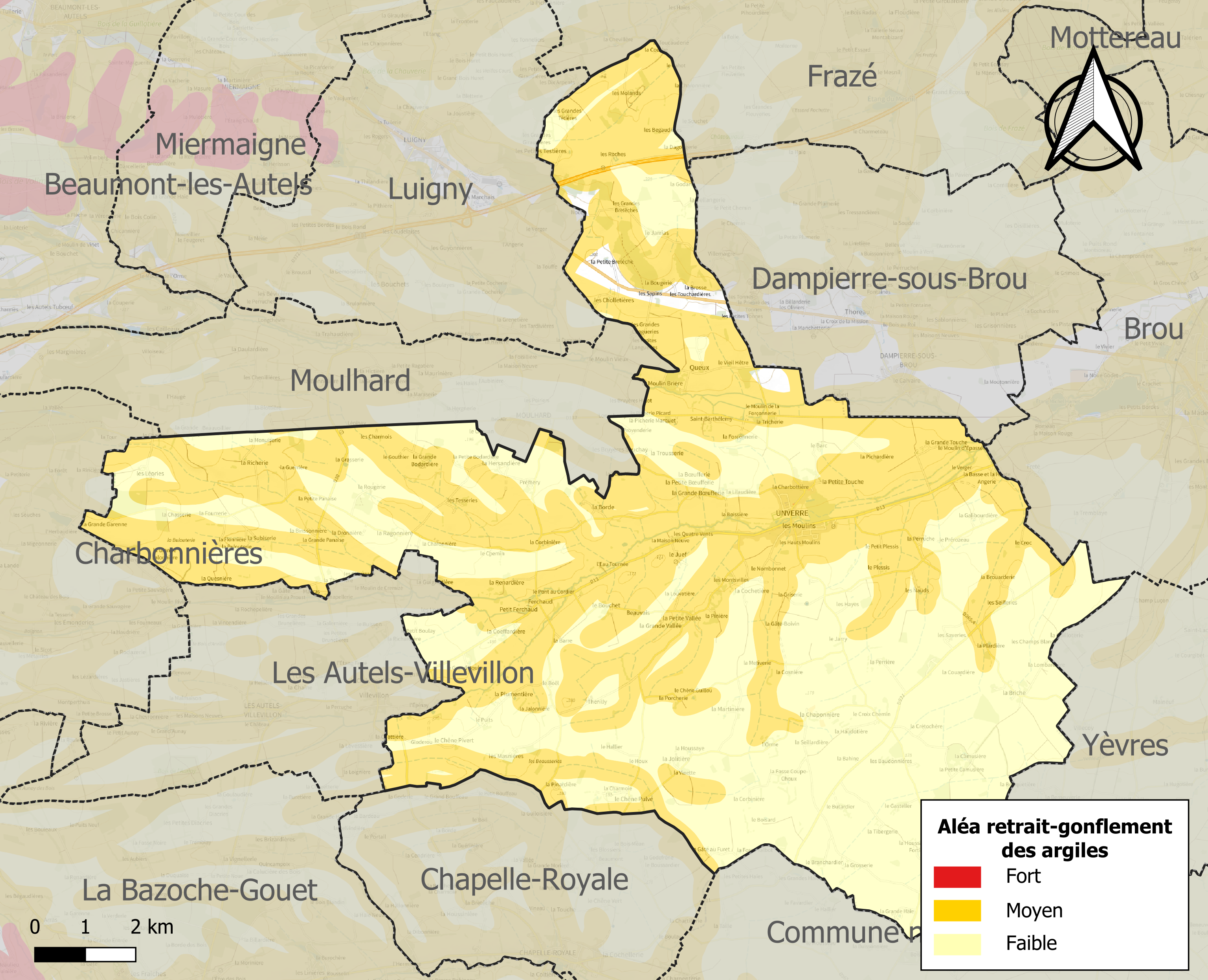
Carte des zones d'aléa retrait-gonflement des sols argileux d'Unverre.

Les mouvements de terrains susceptibles de se produire sur la commune sont des affaissements et effondrements liés aux cavités souterraines. L'inventaire national des cavités souterraines permet de localiser celles situées sur la commune.
Le retrait-gonflement des sols argileux est susceptible d'engendrer des dommages importants aux bâtiments en cas d’alternance de périodes de sécheresse et de pluie. 51,2 % de la superficie communale est en aléa moyen ou fort (52,8 % au niveau départemental et 48,5 % au niveau national). Sur les 741 bâtiments dénombrés sur la commune en 2019, 480 sont en aléa moyen ou fort, soit 65 %, à comparer aux 70 % au niveau départemental et 54 % au niveau national. Une cartographie de l'exposition du territoire national au retrait gonflement des sols argileux est disponible sur le site du BRGM,.
Concernant les mouvements de terrains, la commune a été reconnue en état de catastrophe naturelle au titre des dommages causés par des mouvements de terrain en 1999.

#### Risques technologiques
Le risque de transport de matières dangereuses sur la commune est lié à sa traversée par des infrastructures routières ou ferroviaires importantes ou la présence d'une canalisation de transport d'hydrocarbures. Un accident se produisant sur de telles infrastructures est en effet susceptible d’avoir des effets graves au bâti ou aux personnes jusqu’à 350 m, selon la nature du matériau transporté. Des dispositions d’urbanisme peuvent être préconisées en conséquence.

## Toponymie
Le nom de la localité est attesté sous les formes Inverria en 1128, Unveria en 1130, Unverrium en 1142, Unum vitrum en 1173, Ungverre en 1532, Unvers en 1676, Unguerre au Perche Gouet en 1678,.
Le dictionnaire géographique attribue à Unverre une origine mérovingienne (Ve siècle).
Selon Guy Villette, l'étymologie du nom serait gauloise : an(de) voberia, ce qui signifie « terre humide ». Unverre est un *Ande vara (« l'eau inférieure ») situé au confluent souvent inondé des deux Ozannes(Géoportail signale une autre source de l'Ozanne, au lieu-dit les Mézarbières).
Unverre, unum vitrum au XIIe siècle, serait primitivement un vara gaulois, signifiant « lieu inondé ».

## Histoire
Pendant l'Ancien Régime, la commune fait partie de la baronnie de Brou (la Noble) qui constitue jusqu'à la Révolution française l'ancienne province du Perche-Gouët, avec les baronnies d'Alluyes (la Riche), d'Authon (la Gueuse), de La Bazoche (la Pouilleuse) et de Montmirail (la Superbe).
En 1793, elle est rattachée au district de Châteaudun.
De 1908 à 1933, Unverre est desservi par les tramways d'Eure-et-Loir qui exploitent la ligne Brou-Nogent-le-Rotrou. L'ancienne gare du tramway présente aujourd'hui une scène extérieure permettant d'accueillir des manifestations culturelles.
En 2004, Unverre héberge le siège de la communauté de communes du Perche-Gouët avant de rejoindre le 1er janvier 2017 la communauté de communes du Grand Châteaudun.

## Politique et administration

### Liste des maires
| Période                                  | Période      | Identité                                    | Étiquette | Qualité                             |
| ---------------------------------------- | ------------ | ------------------------------------------- | --------- | ----------------------------------- |
| Les données manquantes sont à compléter. |              |                                             |           |                                     |
| 1813                                     | 1825         | Charles-Adrien Le Chapellier de Grandmaison |           | Député d'Eure-et-Loir               |
| 1830                                     | janvier 1856 | Marin Louis Guinebert                       |           |                                     |
| 1856                                     | 1858         | Charles Gabriel David de Thiais             |           | Garde du corps du roi               |
| 1859                                     | 1862         | Abel Astère Thierré                         |           |                                     |
| 1862                                     | 1865         | Louis Alfred David de Thiais                |           | Conseiller général[réf. nécessaire] |
| 1865                                     | 1870         | Victor Marchais                             |           |                                     |
| 1870                                     | 1871         | Abel Astère Thierré                         |           |                                     |
| 1872                                     | 1874         | Louis François Botineau                     |           |                                     |
| 1874                                     | 1876         | François Charron                            |           |                                     |
| 1876                                     | 1881         | Jean-Louis Lemarié                          |           |                                     |
| 1881                                     | 1885         | Henry de Boissieu                           |           |                                     |
| 1885                                     | 1889         | Jean-Louis Honoré Cochin                    |           |                                     |
| 1889                                     | 1893         | François-Mathias Chevallier                 |           |                                     |
| 1893                                     | 1896         | Louis Octave Théophile Guinebert            |           |                                     |
| 1896                                     | 1899         | Auguste Guillaume Colon                     |           |                                     |
| 1899                                     | 1900         | François Chevallier                         |           |                                     |
| 1900                                     | 1904         | Antoine François Marie Henri de Boissieu    |           |                                     |
| 1904                                     | 1916         | Jacques Ferdinand Galerne                   |           |                                     |
| 1916                                     | 1919         | François Léon Chevallier                    |           |                                     |
| 1919                                     | 1925         | Pierre Désiré Chevreau                      |           |                                     |
| 1925                                     | 1935         | Jules Auguste Girard                        |           | Conseiller général[réf. nécessaire] |
| 1935                                     | janvier 1936 | Auguste Félix Hallouin                      |           |                                     |
| janvier 1936                             | 1944         | Louis Chambrier                             |           |                                     |
| 1944                                     | 1955         | Alfred Lesieur                              |           |                                     |
| 5 avril 1955                             | 23 mars 1959 | Albert Jubert                               |           |                                     |
| 23 mars 1959                             | 27 mars 1965 | Bernard Hubert                              |           |                                     |
| 27 mars 1965                             | 20 mars 1977 | Abel Vallée                                 |           |                                     |
| 20 mars 1977                             | mars 2001    | André Hameau                                |           |                                     |
| Mars 2001                                | 28 mars 2014 | Robert Weber                                |           |                                     |
| 28 mars 2014                             | Juillet 2020 | Luc Bonvallet                               | DVD       | Agriculteur                         |
| Juillet 2020                             | En cours     | Marie-Dominique Pinos                       |           |                                     |

## Population et société

### Démographie
L'évolution du nombre d'habitants est connue à travers les recensements de la population effectués dans la commune depuis 1793. Pour les communes de moins de 10 000 habitants, une enquête de recensement portant sur toute la population est réalisée tous les cinq ans, les populations de référence des années intermédiaires étant quant à elles estimées par interpolation ou extrapolation. Pour la commune, le premier recensement exhaustif entrant dans le cadre du nouveau dispositif a été réalisé en 2006.

En 2022, la commune comptait 1 212 habitants, en évolution de +0,66 % par rapport à 2016 (Eure-et-Loir : −0,23 %, France hors Mayotte : +2,11 %).
| 1793  | 1800  | 1806  | 1821  | 1831  | 1836  | 1841  | 1846  | 1851  |
| ----- | ----- | ----- | ----- | ----- | ----- | ----- | ----- | ----- |
| 2 301 | 2 407 | 2 385 | 2 409 | 2 482 | 2 429 | 2 453 | 2 478 | 2 442 |

| 1856  | 1861  | 1866  | 1872  | 1876  | 1881  | 1886  | 1891  | 1896  |
| ----- | ----- | ----- | ----- | ----- | ----- | ----- | ----- | ----- |
| 2 364 | 2 386 | 2 384 | 2 301 | 2 294 | 2 104 | 2 152 | 2 185 | 2 164 |

| 1901  | 1906  | 1911  | 1921  | 1926  | 1931  | 1936  | 1946  | 1954  |
| ----- | ----- | ----- | ----- | ----- | ----- | ----- | ----- | ----- |
| 2 194 | 2 104 | 2 107 | 1 874 | 1 895 | 1 842 | 1 812 | 1 727 | 1 565 |

| 1962  | 1968  | 1975  | 1982  | 1990  | 1999 | 2006  | 2011  | 2016  |
| ----- | ----- | ----- | ----- | ----- | ---- | ----- | ----- | ----- |
| 1 505 | 1 294 | 1 238 | 1 109 | 1 022 | 977  | 1 140 | 1 257 | 1 204 |

| 2021  | 2022  | - | - | - | - | - | - | - |
| ----- | ----- | - | - | - | - | - | - | - |
| 1 197 | 1 212 | - | - | - | - | - | - | - |

### Manifestations culturelles et festivités
La fête de la Louée a lieu chaque année depuis 1991, le troisième dimanche de juin, sur la place de l'église, ainsi que dans le parc des Grand'Maisons. Elle a pour origine l'embauche des ouvriers agricoles qui, au début du XXe siècle, venaient deux fois par an (à la Saint-Jean pour les 4 mois d'été et à la Toussaint pour les 8 autres mois de l'année) "se louer" aux patrons sur la place du village. Un thème est choisi chaque année :
- En 2014, "Du blé au pain"
- En 2013, les voitures anciennes
- En 2012, les abeilles
- En 2011, les attelages de chevaux de course
- En 2010, la fauconnerie
- En 2009, "Il était une fois la libération"
- En 2008, la chasse
- En 2007, les pompiers
- En 2006, les voitures anciennes
- En 2005, le cheval Percheron
- En 2004, les tracteurs anciens
- En 2003, "Du labour aux semailles"
- En 2002, le travail du bois
- En 2001, la moisson "de la faucille à nos jours"
- En 2000, les chiens de race
- En 1999, le marché à l'ancienne
- En 1998, la ferme, ses animaux et ses produits
- En 1997, le mouton
- En 1996, le travail du chanvre

La Saint-Jean a lieu le samedi suivant la fête de la Louée, avec un rallye pédestre suivi d'une soirée musicale et dansante et du feu de Saint-Jean à la nuit tombée.
Un concert est traditionnellement organisé à l'église chaque année le dernier samedi du mois d'avril. Des artistes aux styles et répertoires variés se sont succédé :
- En 2014, orgue et bombarde par Florence Ladmirault et Jean Hauray
- En 2013, Harmonie Municipale de Vendôme
- En 2012, Orchestre d'Harmonie de Chartres
- En 2011, trompes de chasse du Rallye Saint-Hubert de Chartres et chorale des Ménestrels du Perche
- En 2010, gospels et negro spirituals par Rogers Esse
- En 2009, harpe paraguayenne et chants des Amériques par Hugo Pamcos et Claudette Lagacé
- En 2008, duo Iberia, composé d'une soprano accompagnée à la guitare

## Culture locale et patrimoine

### Édifices religieux

#### Église Saint-Martin
L'église Saint-Martin, des XIIe et XVIe siècles, est un édifice remarquable du village par son architecture et son riche mobilier : retable, maître-autel, fonts baptismaux, chemin de croix...
Elle se caractérise extérieurement par son porche à claire voie en colombages (caquetoire), son bas-côté nord de style gothique comprenant un alignement de cinq pignons avec gargouilles et son clocher à haute flèche couverte en ardoises.
L'église Saint-Martin abrite le mobilier suivant :
- Les deux cloches de l'église, qui dataient de 1862, ont été remplacées au printemps 2010 ; les deux nouvelles, coulées par la fonderie Voegele de Strasbourg, conservent les mêmes prénoms, Marie-Louise et Constance-Élisabeth. La première a été bénite le 21 mars 2010 par Mgr Michel Pansard, évêque de Chartres et la seconde, le 2 mai 2010 par l'abbé Laurent Percerou, vicaire général.
- Cinq verrières  du XVIIe siècle (baies 1, 3, 5, 7 et 9) sont inscrites en tant que monument historique au titre d'objet en 1906 : l'Annonciation, la Charité de saint Martin, sainte Barbe, l'Adoration des bergers et d'anges, chanoine donateur, saint Denis et saint Étienne, l'Adoration des Mages et donatrice[35].

Deux vitraux sont signés des ateliers Lorin de Chartres, l'un est daté de 1894, l'autre de 190O.
- Fonts baptismaux, bas-relief, baldaquin des fonts baptismaux  du XVIIe siècle représentant le baptême du Christ,  Inscrit MH (1908)[36].

L'église Saint-Martin
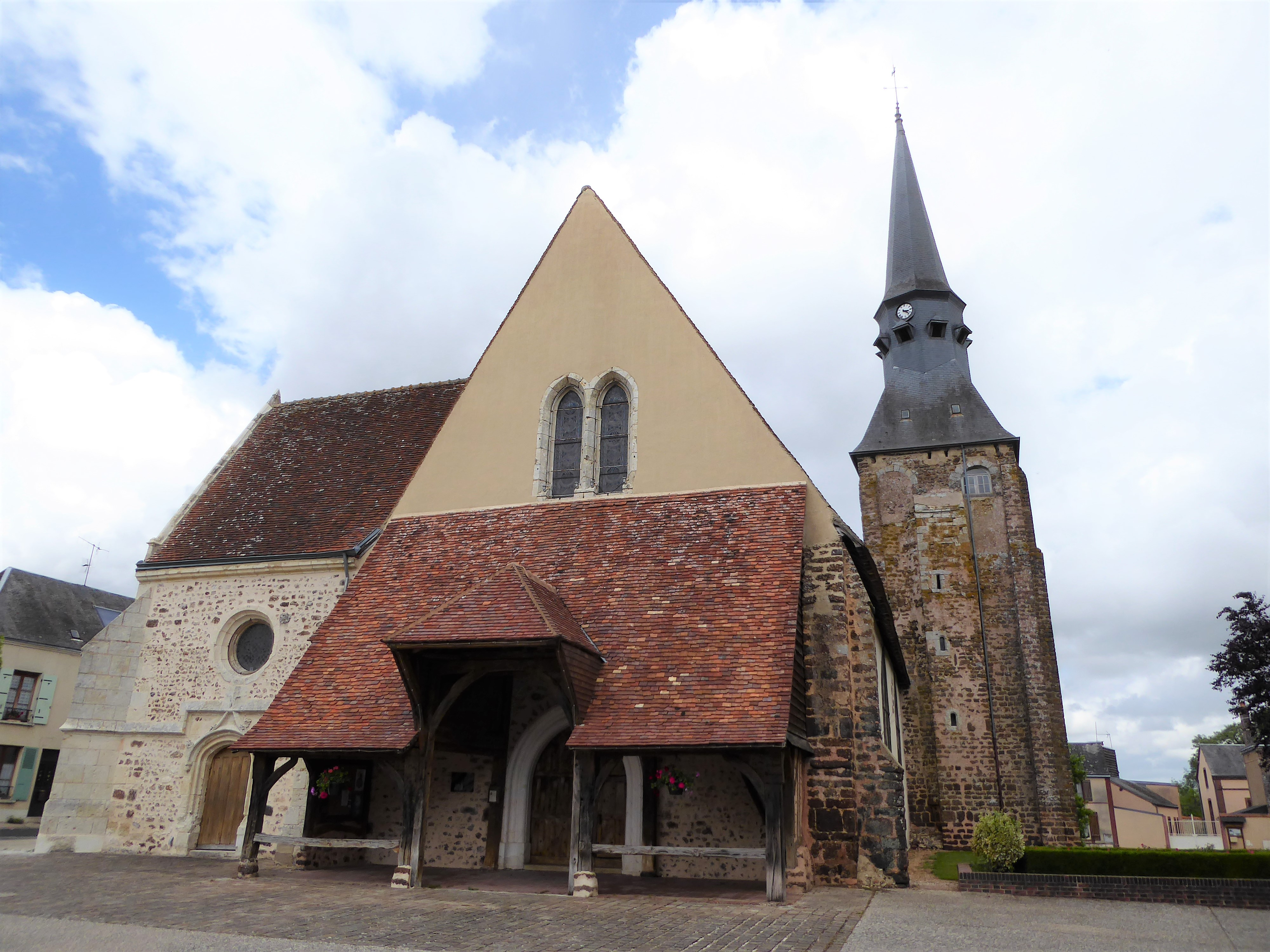
Façade ouest.
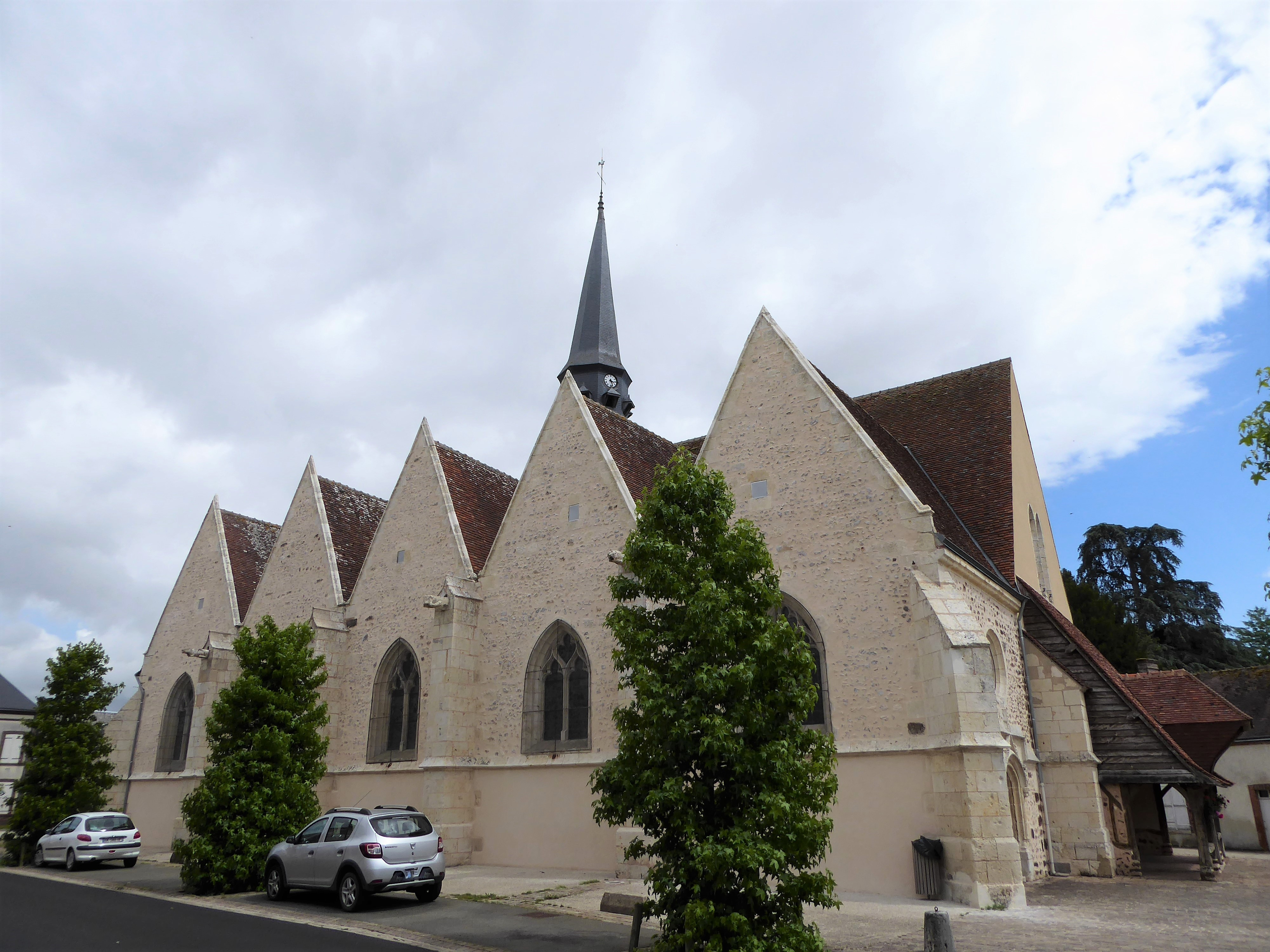
Bas-côté nord à cinq pignons.
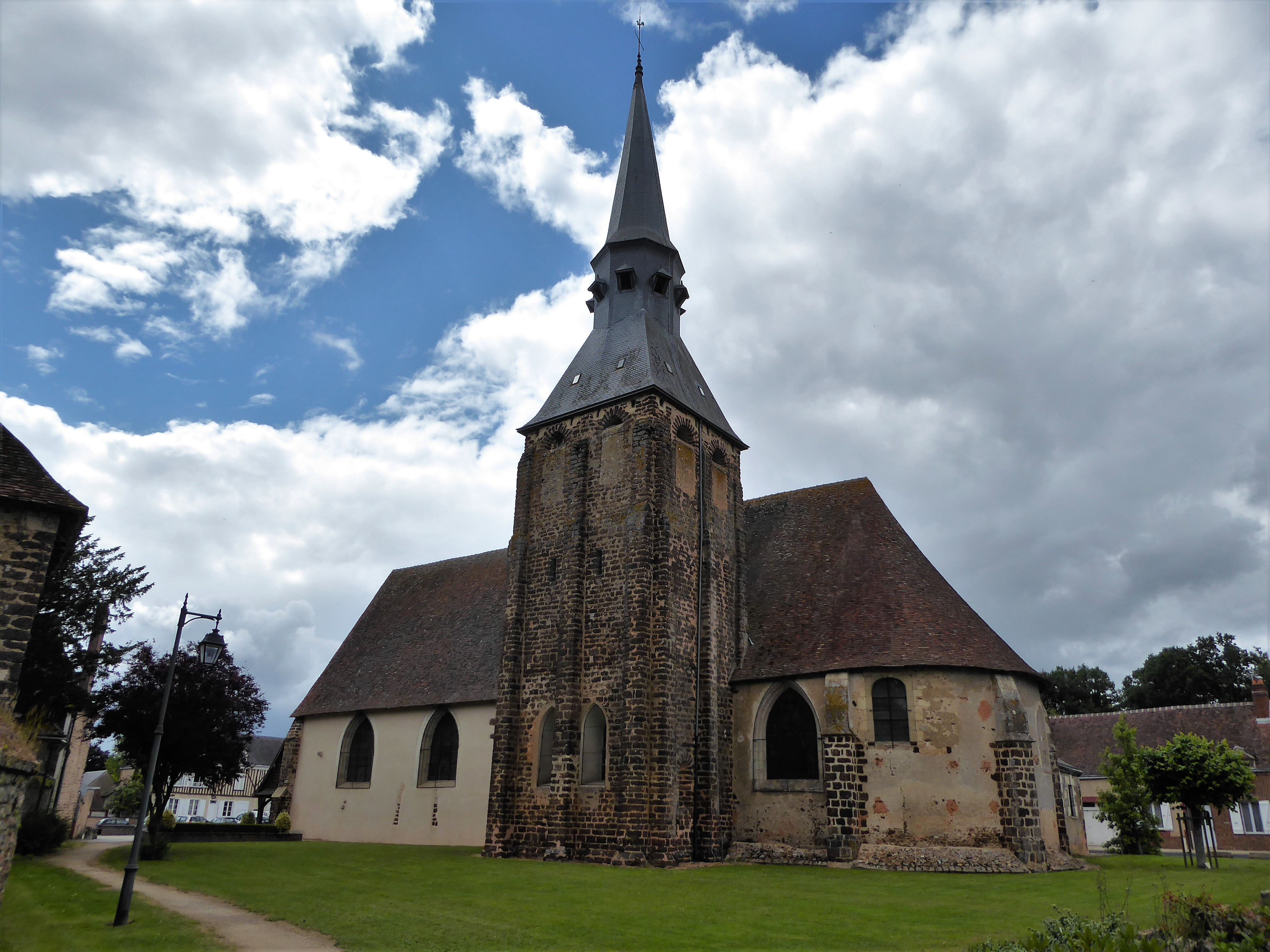
Clocher, chevet et mur sud.
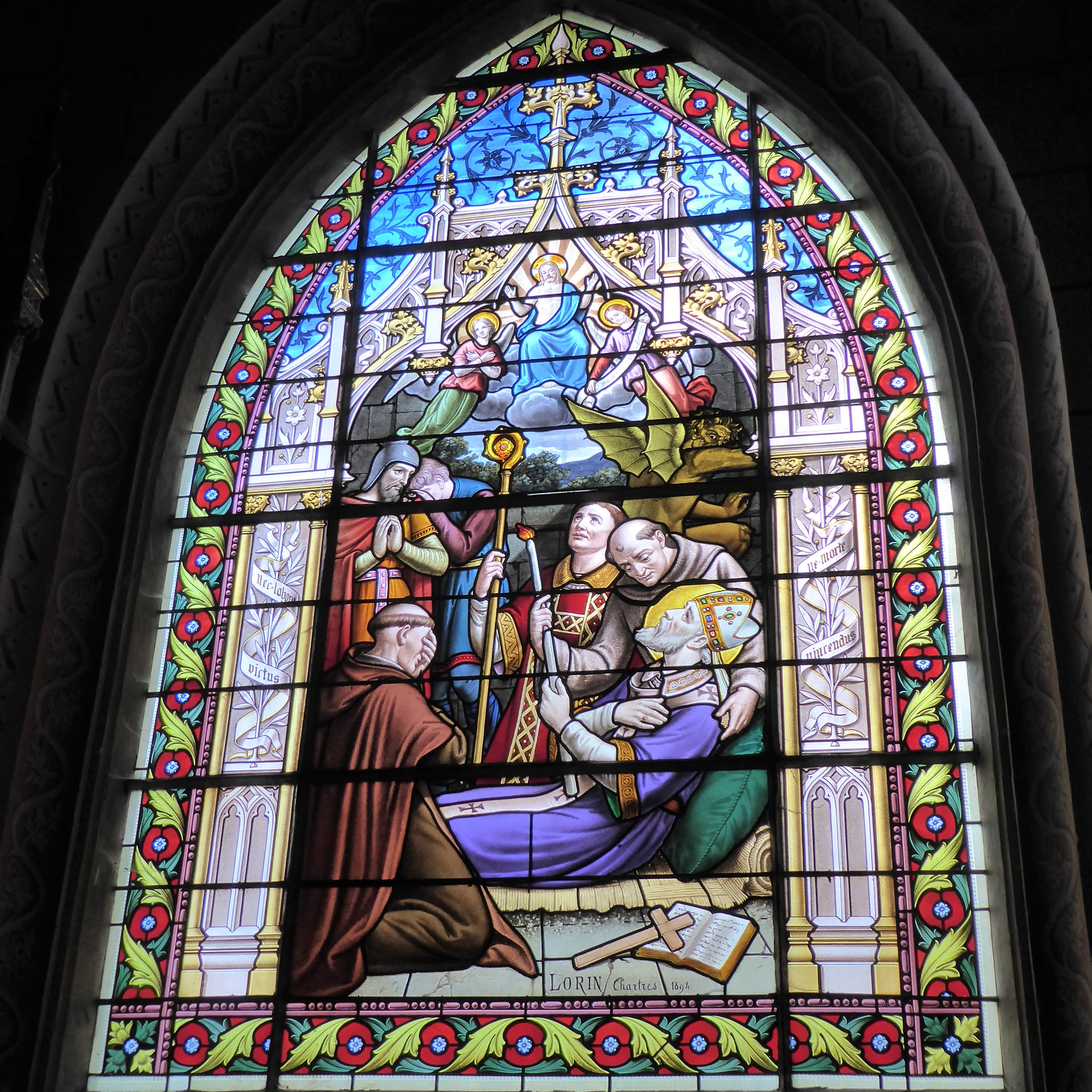
Vitrail signé Lorin, 1894.
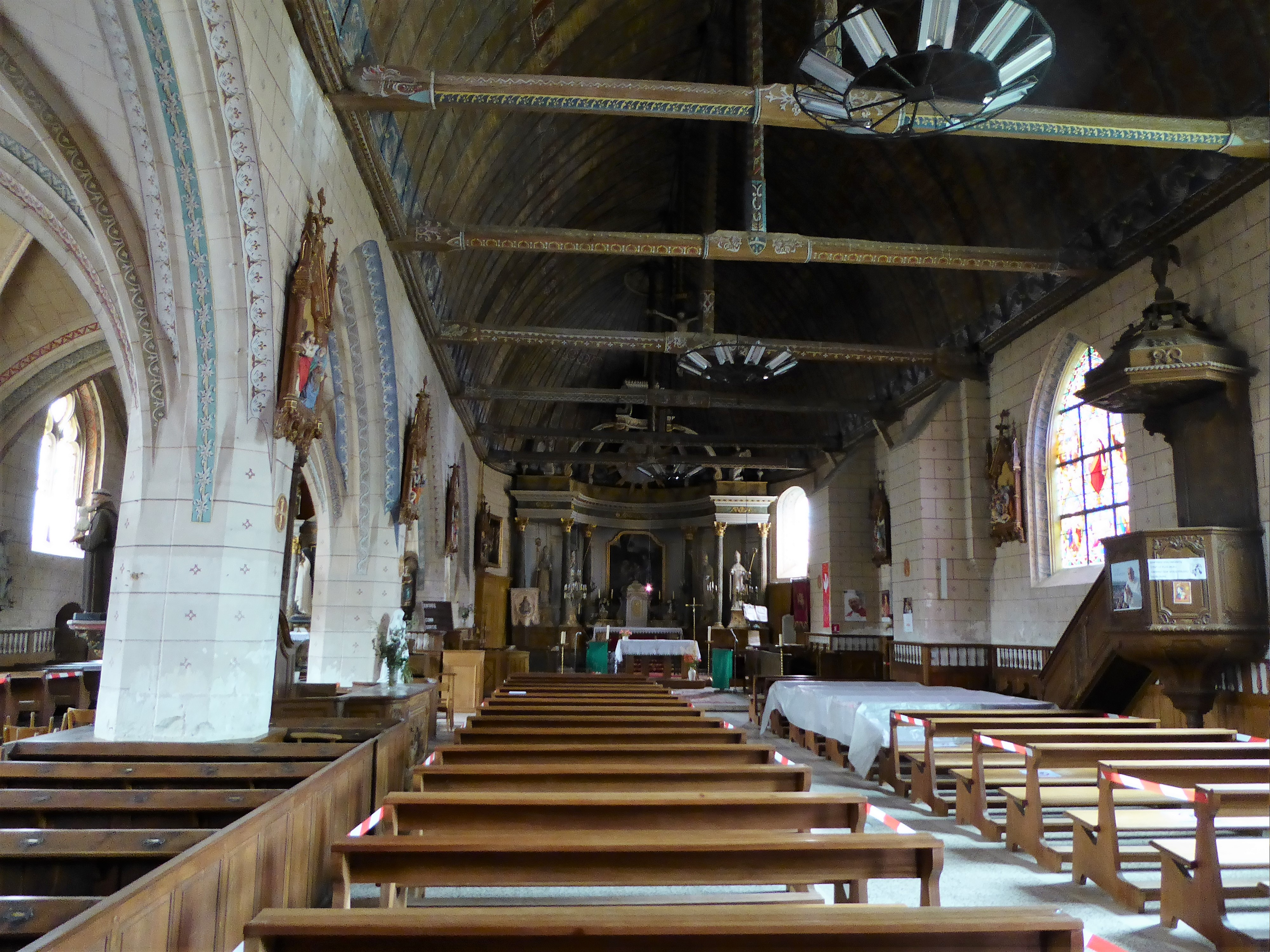
Nef et bas-côté nord.
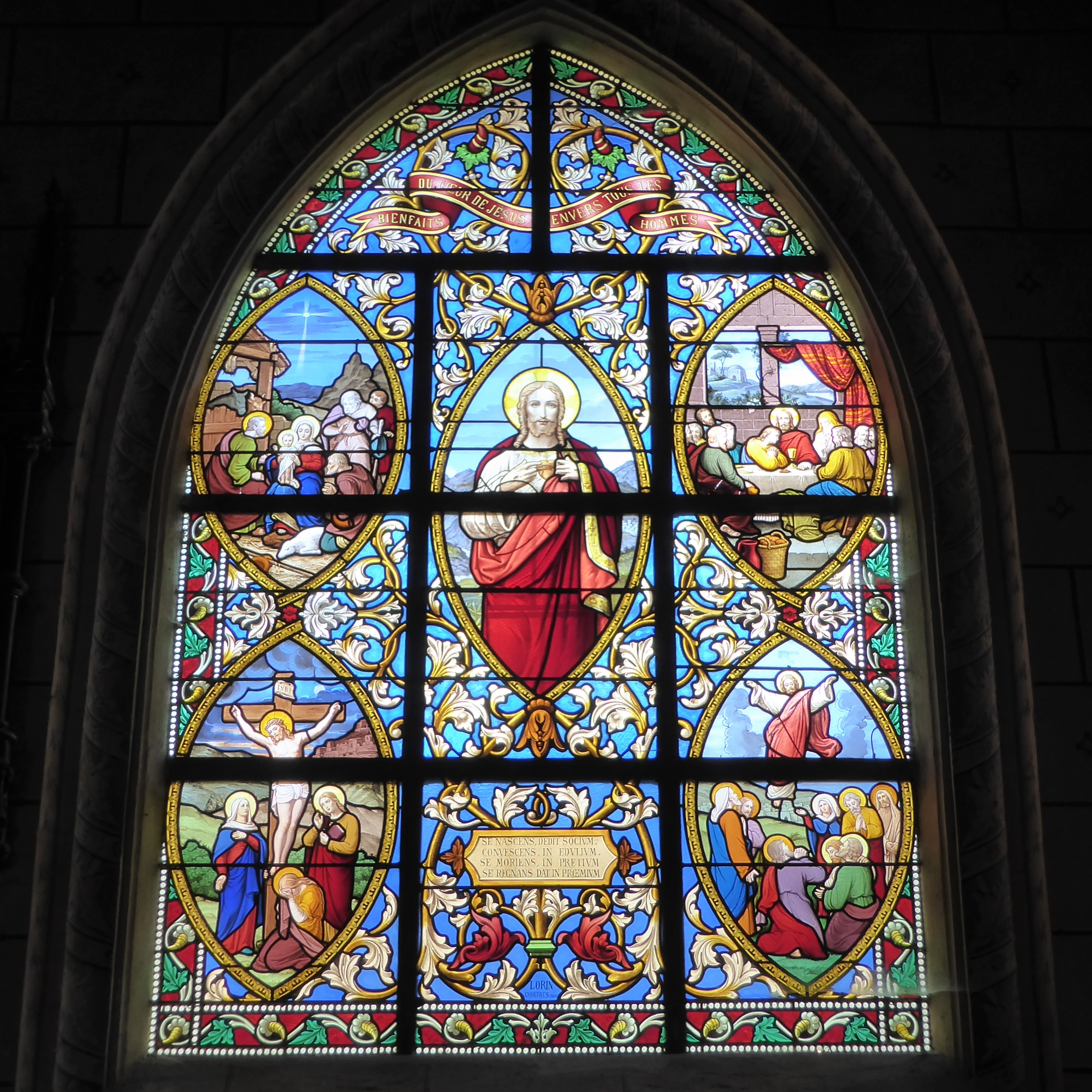
Vitrail signé Lorin, 1900.

### Édifices civils

#### Monument aux morts
Érigé sur la place de l'église, le monument aux morts de la guerre 1914-1918 a été réalisé par Félix Charpentier (1858-1924), sculpteur d'origine provençale installé à Chassant (Eure-et-Loir).

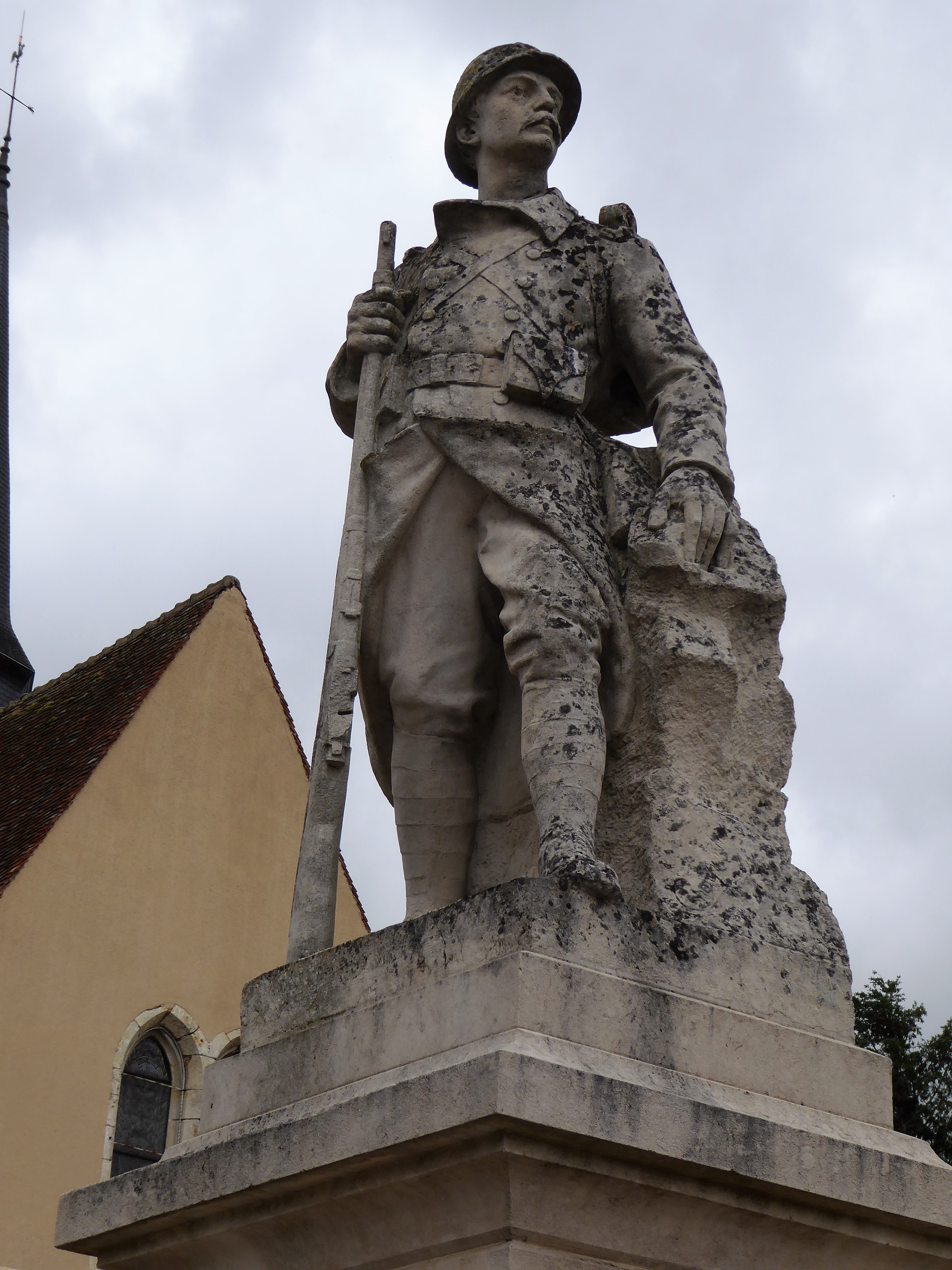
La statue du Poilu.
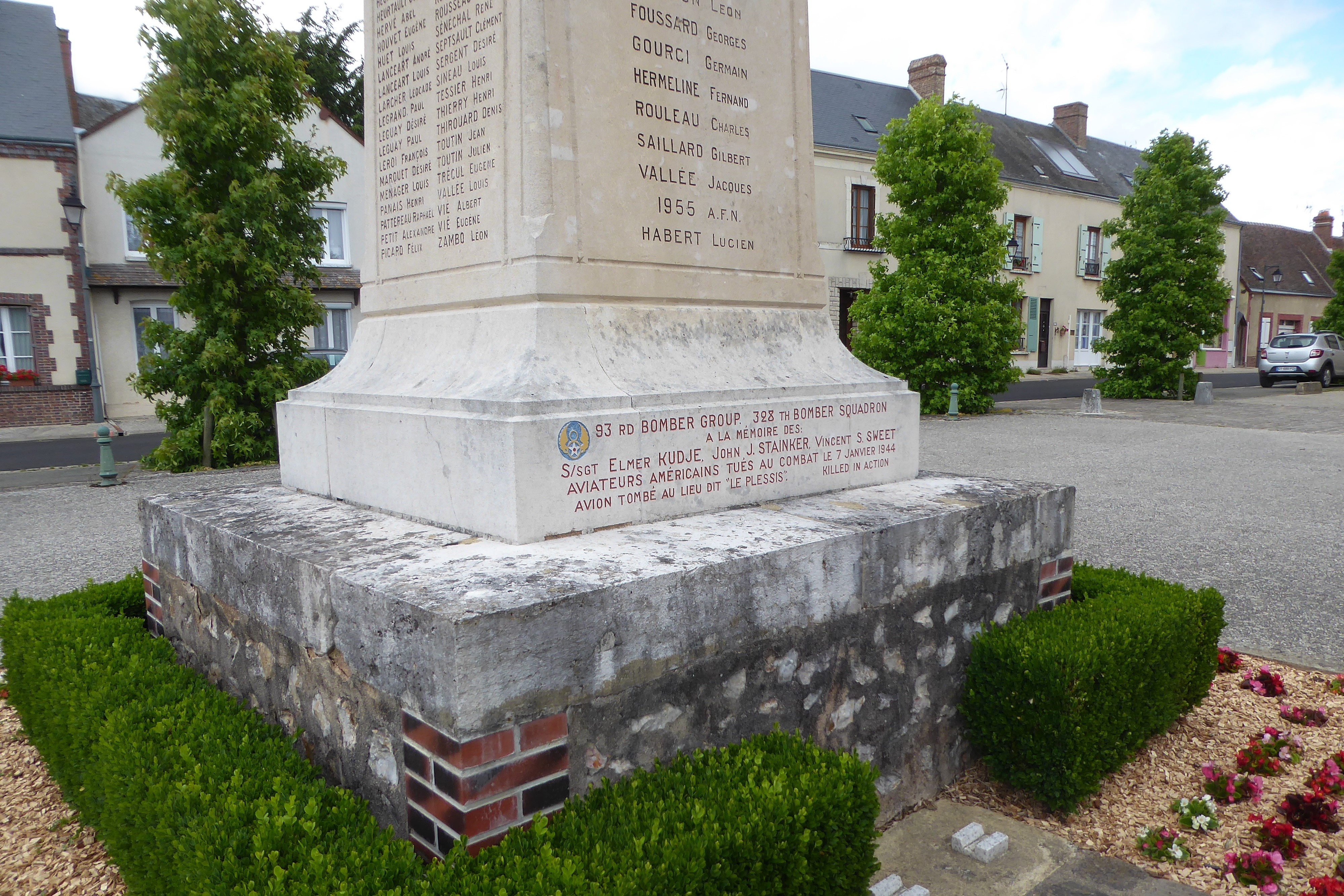
Mention des 3 aviateurs américains tués le 7 janvier 1944 au Plessis.

#### Château des Grand'Maisons
Le château des Grand'Maisons, demeure du XVe siècle agrandie au XVIIe siècle, se situe au centre du village. Il jouxte un parc boisé, traversé par la rivière Sainte-Suzanne.
Il fut notamment la propriété de Charles-Adrien Le Chapellier de Grandmaison (1776-1851), personnalité politique du département d'Eure-et-Loir.

#### La Forçonnerie
La Forçonnerie, moulin et ancienne forteresse des XIIIe et XVe siècles, qui défendait autrefois l'ancienne route royale allant de Chartres au Mans (connue sous le nom de chemin de César ou chemin Henri IV). Il subsiste aujourd'hui le logis seigneurial et les granges à colombages. Le pont-levis a disparu.

#### Manoir de la Camusière
Manoir situé dans un parc boisé.

#### Musée-école
Le musée-école, ouvert en 2003 dans les locaux d'une ancienne école du village, se situe derrière l'église. Il présente l'école rurale d'autrefois à travers la reconstitution d'une classe des années 1900 avec son mobilier, son matériel pédagogique, des registres depuis 1878, des photos de classes, cahiers, livres, témoignages écrits et audios. Il s'accompagne de diverses expositions sur la vie rurale (maison de l'écolier, histoire du grain de blé dans le Perche-Gouët, la lessive de nos grand-mères, les vêtements d'autrefois...).

#### Les moulins à eau
Plusieurs anciens moulins à eau : La Boissière, Epassé, Ferchaud.

### Parcs et jardins

#### Promenade des Ponts-Neufs
La promenade des Ponts-Neufs relie la place de l'église aux Moulins d'Unverre, longeant la propriété des Grand'Maisons et la rivière Sainte-Suzanne.

#### Sentier de randonnée pédestre
L'un des sentiers de randonnée pédestre de la communauté de communes du Perche-Gouët part de la place de l'église d'Unverre. D'une longueur de 12 km, alternant petites routes et chemins ombragés, il prend d'abord la direction de Moulhard avant de continuer vers le nord de la commune puis de revenir vers le bourg en passant à proximité du moulin de la Forçonnerie.

Lieux et monuments d'Unverre
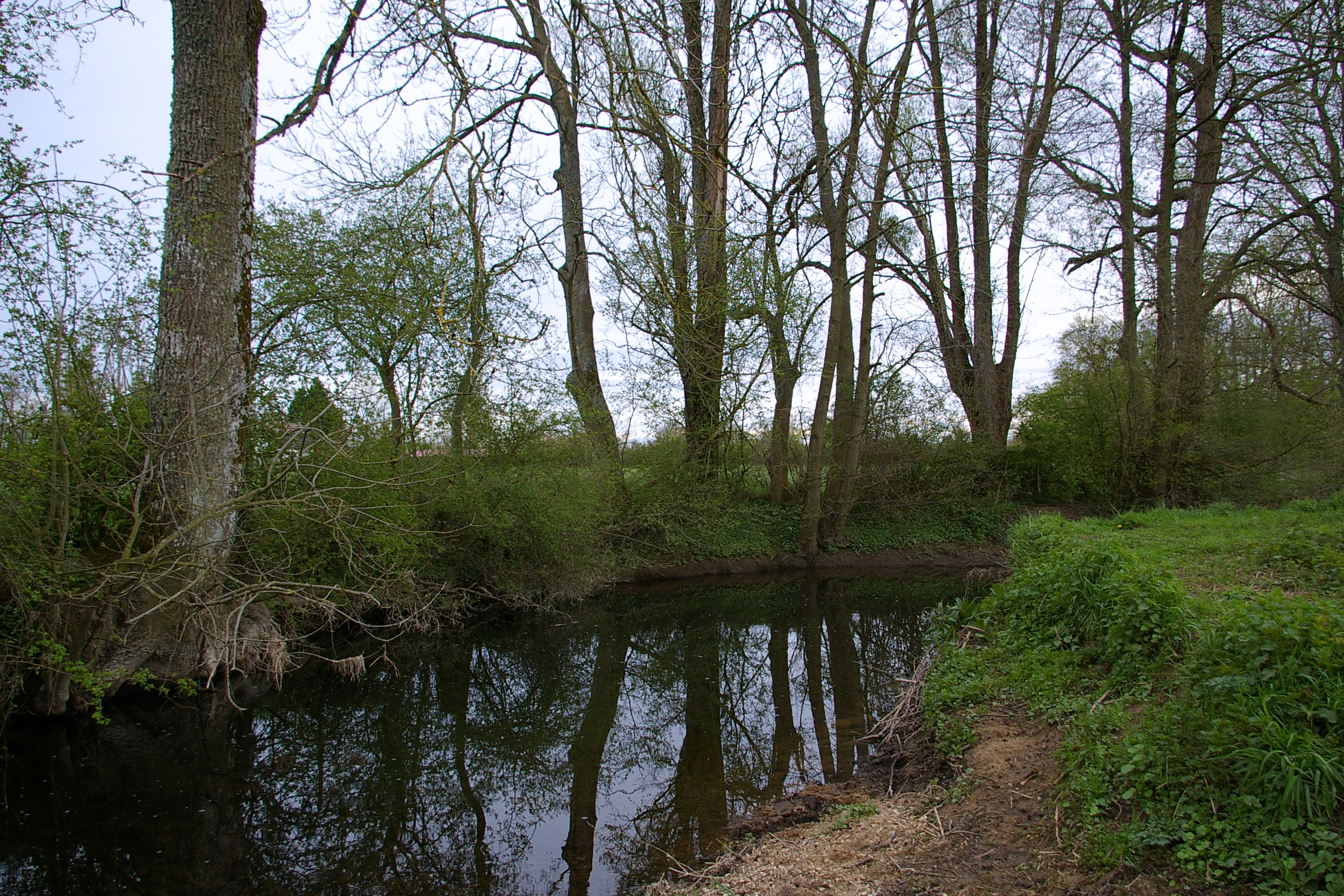
La Sainte-Suzanne à Unverre.

### Personnalités liées à la commune

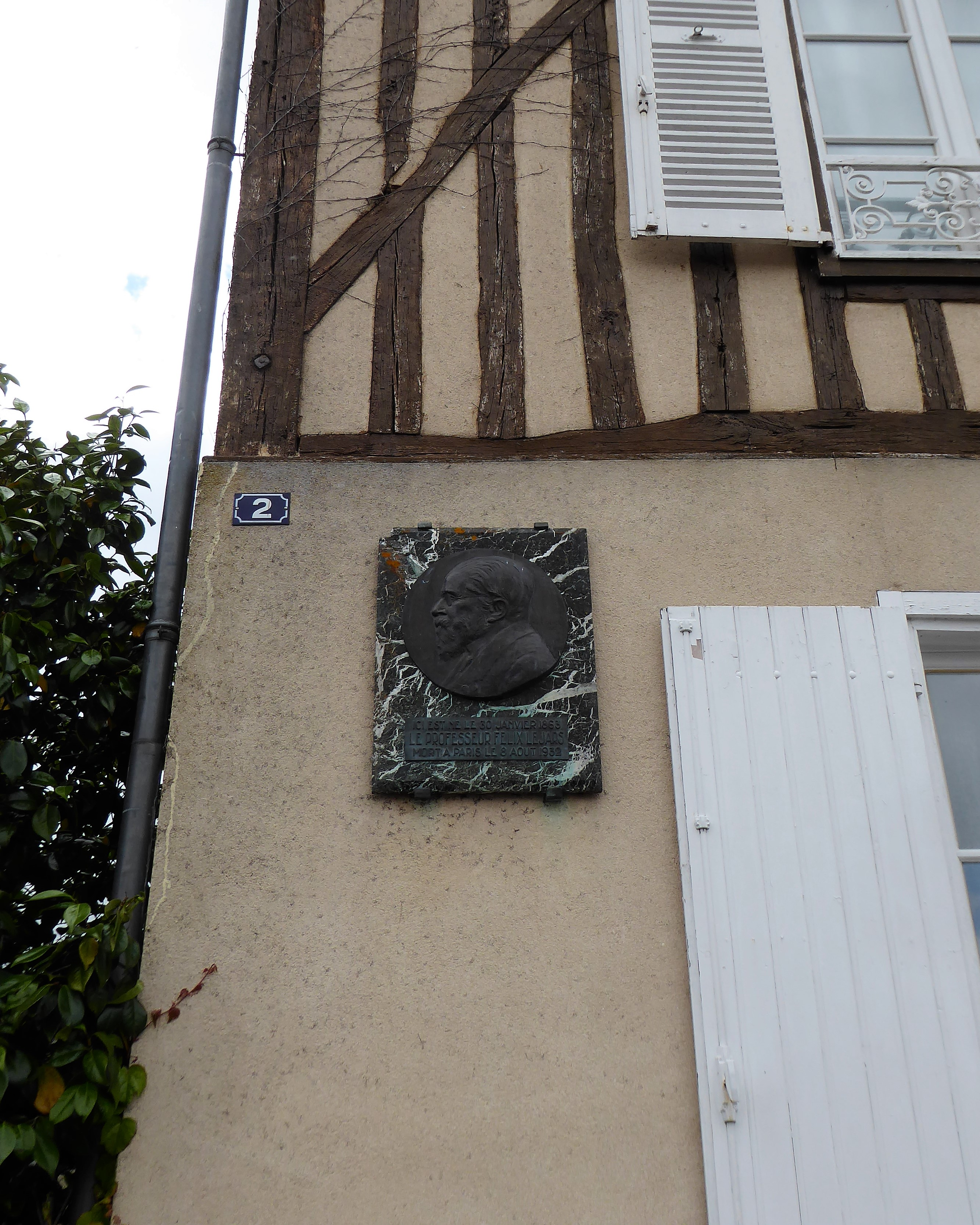
Plaque commémorative de la naissance du professeur Félix Lejars.

- Rainaud des Têtières, chevalier cité vers 1094, frère de Rainaud I d'Aunay-sous-Crécy[37].
- Clément Janequin, prêtre et compositeur de la Renaissance né à Châtellerault vers 1485 et mort à Paris en 1558. Un acte notarié du 10 août 1548 le cite comme étant curé de la paroisse.
- Félix Lejars, né le 31 janvier 1863 dans la commune, décédé le 8 août 1932 à Paris. Fils du notaire d'Unverre, il est médecin (1888), chirurgien (1891), agrégé de médecine (1892), membre de l'Académie de Médecine (1924), chevalier de l'ordre national de la Légion d'honneur (1908), puis officier (1917), puis commandeur (1926). Son traité de médecine d'urgence et son "Diagnostic chirurgical" ont connu un très grand succès. Médecin-chef de l'Hôpital Villemin-Paul-Doumer pendant la Première Guerre mondiale, il a publié sur cette époque de sa vie un volume de souvenirs[38]. Une plaque à son effigie est apposée sur sa maison natale et une rue porte son nom.
- Charles-Adrien Le Chapellier de Grandmaison (1776-1851), maire d'Unverre, conseil général d'Eure-et-Loir et député de ce même département de 1824 à 1827.
- Henry de Boissieu, ancien maire de la commune est le grand-père d'Alain de Boissieu, gendre de Charles de Gaulle[39].
- Jacques Jubert, (1940 /...), dessinateur de timbres-poste.